# Ghatanatti, Athni
Ghatanatti là một làng thuộc tehsil Athni, huyện Belgaum, bang Karnataka, Ấn Độ.